# Acción Popular Independiente
Die Accion Popular Independiente (API) (deutsch Unabhängige Volksaktion) war eine vom 27. April 1968 bis zum 8. Oktober 1973 existierende politische Partei in Chile. Sie war Teil der Unidad Popular und wurde nach dem Putsch in Chile 1973 verboten.
Bei der Parlamentswahl 1973 konnte die Partei mit Silvia Araya González und Luis Osvaldo Escobar Astaburuaga zwei Abgeordnete stellen.